# ريتشارد شو براون
ريتشارد شو براون (بالإنجليزية: Richard Shaw Brown)‏ هو مغن مؤلف ومغني أمريكي، ولد في 26 أبريل 1947 في فلوريدا في الولايات المتحدة.

## وصلات خارجية
- الموقع الرسمي
- ريتشارد شو براون على موقع ميوزك برينز (الإنجليزية)